# Іванська
45°47′ пн. ш. 16°49′ сх. д. / 45.78° пн. ш. 16.81° сх. д.
Іванська (хорв. Ivanska) — громада і населений пункт у Беловарсько-Білогорській жупанії Хорватії.

## Населення
Населення громади за даними перепису 2011 року становило 2 911 осіб, 2 з яких назвали рідною українську мову. Населення самого поселення становило 722 осіб.
Динаміка чисельності населення громади:
Динаміка чисельності населення центру громади:

## Населені пункти
Крім поселення Іванська, до громади також входять:
- Бабинаць
- Доня Петричка
- Джурджиць
- Горня Петричка
- Коларево Село
- Крижиць
- Палєвине
- Растоваць
- Самариця
- Сриєдська
- Стара Площиця
- Утіскані